# Ньюи, Харрисон
Харрисон Уильям Иннес Ньюи (род. 25 июля 1998, Оксфорд, Оксфордшир, Англия, Великобритания) — британский автогонщик. Сын инженера Формулы-1 Эдриана Ньюи.

## Карьера
Ньюи начал свою гоночную карьеру в картинге в 2009 году, где выступал до 2014 года. Он дебютировал в формульных гонках в сезоне 2014 года и принял участие на трёх этапах Французской Формулы-4. Затем выступал за команду HHC Motorsport в осеннем чемпионате BRDC Formula 4 Championship. В сезоне 2015 года Ньюи остался в команде HHC Motorsport в чемпионате BRDC Formula 4. Он выиграл две гонки и финишировал вторым в общем зачёте после своего напарника по команде Уилла Палмера с 455 против 592 очков. Кроме того, Ньюи принял участие в шести гонках ADAC Формулы-4 за команду Van Amersfoort Racing в сезоне 2015 года. Пятое место стало его лучшим результатом, а в общем зачёте он занял 16-е место. В межсезонье 2015/16 годов Ньюи участвовал в гонке MRF Challenge Formula 2000. Он занял три вторых места и закончил сезон на пятом месте.
В сезоне 2016 года Ньюи остался в команде Van Amersfoort Racing и перешёл в Чемпионат Европы Формулы-3. Он закончил сезон на шестом месте, что стало его лучшим результатом (18-е место в общем зачёте). В межсезонье 2016/17 годов Ньюи снова участвовал в гонке MRF Challenge Formula 2000. Он выиграл титул, одержав семь побед и ещё два подиума, опередив Джоуи Моусона, у которого было равное количество очков. В сезоне 2017 года Ньюи снова принял участие в Чемпионате Европы Формулы-3 за команду Van Amersfoort Racing.
В 2018 году выступил в гонке «24 часа Ле-Мана» за команду SMP Racing вместе с Виктором Шайтаром и Норманом Нато, где занял 10-е место в классе и 14-е место в абсолютном зачёте.
В сезоне 2020 года дебютировал в DTM за команду Audi Sport Team WRT за рулём машины Audi RS5 Turbo DTM. Пятое место стало его лучшим результатом в гонке, а в общем зачёте Ньюи занял 14-е место.